# إستر سمرفيلد-زيسكايند
كانت إستر سمرفيلد-زيسكايند (1901 -2002)، هي أخصائية أعصاب وطبيبة أمريكية. أجرت أبحاثاً رائدة في استخدام الأنسولين والليثيوم والصدمات الكهربائية لعلاج الاضطرابات النفسية. إستر هي ابنة مهاجرين أحدهما من التشيك والآخر من رومانيا. حصلت على شهادتها الطبية في شيكاغو، إيلينوي؛ وحصلت على شهادة الماجستير في لوس أنجلوس، كاليفورنيا. أصبحت سمرفيلد زيسكايند في وقت لاحق رئيس قسم الطب النفسي في مركز الأرز الطبي في سيناء.

## النشأة والتعليم
ولدت إستر سمرفيلد-زيسكايند في عام 1901 في شيكاغو؛ كانت أمها ماتيلدا مهاجرة تشيكية، أما والدها إيمانويل سمرفيلد فقد كان مهاجراً رومانياً. عملت إستر عندما كانت في الجامعة خلال عشرينيات القرن الماضي كسكرتيرة ومحررة في مجلة الجمعية الطبية الأمريكية. وفي حين أنها خططت لكي تكون عاملة اجتماعية، قامت سمرفيلد بتغيير رأيها وقررت إكمال دراستها التمهيدية قبل دراسة الطب في جامعة شيكاغو؛ وحصلت على شهادتها في الطب من كلية روش الطبية في شيكاغو في عام 1925.
في ذلك العام، تدربت سمرفيلد في مستشفى مقاطعة لوس أنجلوس العام، وأكملت لاحقاً كطبيبة أطفال مقيمة في مستشفى الأطفال في لوس أنجلوس. تزوجت من يوجين زيسكايند في عام 1928، بعد لقائهما خلال فترة دراستها الجامعية في جامعة شيكاغو. تركت طب الأطفال وانضمت إلى زوجها عن طريق التخصص في علم طب الأعصاب والطب النفسي. في عام 1934، تابعت سمرفيلد-زيسكايند دراستها للحصول على درجة الماجستير في الآداب في علم النفس من جامعة كاليفورنيا في لوس أنجلوس.

## المسيرة المهنية والأبحاث
بدأت إستر مع زوجها ممارسة الطب النفسي الخاص بهما في شارع ويلشاير في لوس أنجلوس خلال فترة الكساد. وكانا يطلبان من المرضى نصف الأجر فقط، وفي معظم الأحيان كان أجرهما عبارة عن بعض الهدايا البسيطة. امتلكت إستر وزجها بعض الخبرات فيما يتعلق بعلاج الاضطرابات عن طريق التشنجات. في عام 1938، كانا يستعملان الميترازول لخلق التشنجات في المريض المصاب بأمراض الشلل الرعاشي مما يظهر عليه نتائج إيجابية، وكان هذا ملحوظاً، لأن هذه الطرق كانت قادرة على تخفيف هذا المرض بشكل ملموس وواضح[3]. على الرغم من هذا الأمر، تم التخلي عن العلاج بالميترازول بشكل كلي في عام 1941.
في عام 1953، كانت إستر وزوجها من مؤسسي مستشفى غيتوايز (Gateways) ومركز الصحة العقلية، بالإضافة إلى شقيقيّ زوجها، الأخصائي الاجتماعي لويس زيسكايند والمحامي ديفيد زيسكايند. في عام 2015 كان لايزال مستشفى غيتوايز موجوداً ويتواجد فيه 55 سرير. كما عملت إستر أيضاً كرئيسة لقسم الطب النفسي في مركز الأرز-سيناء الطبي. في وقت لاحق من حياتها، عملت إستر على نطاق واسع كعضو هيئة تدريس في كلية الطب في جامعة جنوب كاليفورنيا؛ حيث قامت بتدريس الطب النفسي للأطفال والعلاج الجماعي وعلم الأمراض النفسية.
عملت إستر طوال حياتها المهنية مع زوجها في البحث عن استخدامات الأنسولين والليثيوم والصدمات الكهربائية في علاج الاضطرابات النفسية. نشرا العديد من المقالات البحثية بالمجلات المحترمة مثل المجلة الأمريكية للعلوم الطبية ومجلة الأمراض العصبية والعقلية. تشمل بعضها:
- «الميترازول والعلاج التشنجي الكهربائي للذهان العاطفي».[7]
- «تأثير الفينوباربيتال على عقلية مرضى الصرع».
- «دراسات الترطيب في الصرع».[8]

## الجوائز
في عام 1931، حصلت إستر على جائزة عن مقالها البحثي الذي يحمل عنوان «الحساسية السحائية في مرض السل» من جمعية كاليفورنيا الطبية. كما أطلق الزوجان مجموعات لمناقشة المحاضرات في مستشفى الأرز في لبنان، والتي كانت أولى جلسات العلاج الجماعي في البلاد. في عام 1987، حصلا على جائزة فخرية لخدمتهما المتميزة من جمعية مجتمع كاليفورنيا الجنوبي للطب النفسي.

## الحياة الشخصية
تعتبر إستر عازفة بيانو متميزة للغاية، كما أنها تمتلك حفيدين صغيرين. استضافت سمرفيلد-زيسكايند عروض المؤلفات الثمانية التي أدتها مع أصدقائها. كانت إستر أيضاً قارئة متميزة وكانت عضواً في ناديين لمناقشة الكتب. حتى العام الأخير من حياتها، كتبت إستر مراجعات للكتب لمجلة الجمعية الأمريكية للطب النفسي، من أجل تحليل النصوص التي تتألف من 1000 صفحة أو أكثر. توفي زوجها عن عمر ناهز 65 عاماً في عام 1993، إلا أن إستر بقيت على قيد الحياة حتى تجاوزت 101 عاماً.
استمرت إستر بزيارة المرضى في مستشفى لوس انجلوس للأطفال حتّى عامها الأخير، ويتم ذكرها بالمستشفى على أنها «أسطورة حقيقية». توفيت الطبيبة في منزلها في سليفرليك في لوس أنجلوس في 11 تشرين الثاني، 2002.